# Papa-mel-coroado
O papa-mel-coroado (Gliciphila melanops) é uma ave passeriforme nativa do sul da Austrália.

## Taxonomia
O papa-mel-coroado foi descrito inicialmente pelo ornitólogo John Latham em 1801 como Certhia melanops. Seu epíteto específico deriva dos termos do grego antigo melano- ("preto") e ōps ("rosto").
Anteriormente classificado no gênero Phylidonyris [en], um estudo molecular recente demonstrou que ele é mais distantemente relacionado aos membros desse gênero. Foi então atribuído ao novo gênero Gliciphila por Gregory Mathews em 1912, sendo reconhecido como a única espécie desse gênero. Análises de DNA indicam que os melifagídeos estão relacionados às famílias Pardalotidae, Acanthizidae e Maluridae na ampla superfamília Meliphagoidea.
Duas subespécies são reconhecidas: a nominal Gliciphila melanops melanops e Gliciphila melanops chelidonia, endêmica da Tasmânia, que apresenta um tom ruivo em sua plumagem.

## Descrição
Pertencente à família dos melifagídeos, aves que se alimentam de insetos e néctar, o papa-mel-coroado é uma espécie de pássaros que pousam. Por vezes, é observado saltitando entre plantas no chão para se alimentar, um comportamento considerado incomum entre seus parentes próximos. Assemelha-se ao  papa-mel-enfeitado, ao papa-mel-de-pescoço-ferrugem [en] e ao papa-mel-de-ferradura, mas distingue-se pela coroa castanho-amarelada acima de uma linha branca que separa as marcações pretas do rosto. A parte superior do corpo é marrom-clara, enquanto as partes inferiores exibem plumagem branca.
Possui um bico longo e curvado, capaz de alcançar o néctar na base das flores, tornando-se, em algumas plantas, o principal polinizador.

## Distribuição
O papa-mel-coroado é encontrado desde a região de Northern Rivers de Nova Gales do Sul até a Península de Eyre na Austrália Meridional, incluindo Victoria e a Tasmânia. Também ocorre no sudoeste da Austrália Ocidental, de Baía de Israelite [en] para o oeste. Seu habitat natural inclui matagais baixos e charnecas. Tornou-se localmente extinto na área urbana de Sydney desde 1971.

## Reprodução
A temporada de reprodução pode ocorrer de junho a dezembro. O ninho volumoso em forma de taça é feito de cascas, gramíneas e até algas marinhas, forrado com materiais mais macios, como pelos ou lã. Fica escondido entre a vegetação arbustiva. O tamanho da ninhada geralmente é de dois ou três ovos, ocasionalmente quatro. Os ovos ovais, medindo 21 x 14 mm, são bege, com manchas em tons de bege ou rosa.

## Galeria

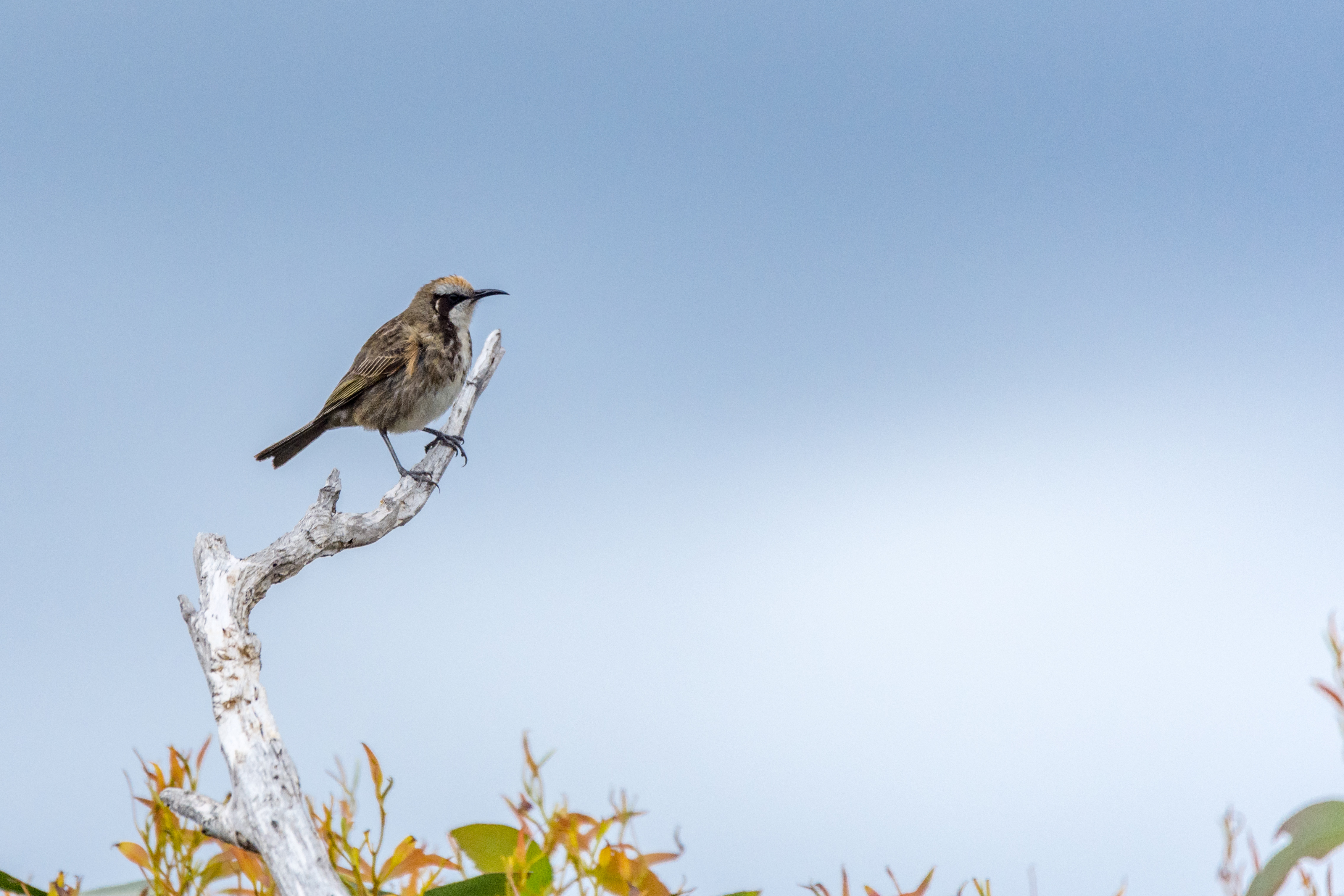
Papa-mel-coroado, Ilha Bruny, Tasmânia